# Sado (stad)
Sado (Japans: 佐渡市, Sado-shi) is een stad op het gelijknamige eiland (Japans: 佐渡島 of 佐渡ヶ島, beide Sadogashima) in de prefectuur Niigata in Japan. De stad omvat het gehele eiland, is 855,10 km² groot en heeft 68.509 inwoners (2006).

## Geschiedenis
Uit de grote hoeveelheden aardewerkvondsten rond Ogi blijkt dat Sado reeds in de jōmon-periode werd bewoond.
De Nihonshoki vermeldt dat de Tungus het eiland bezochten in 544.
Aan het begin van de achtste eeuw was het eiland een afzonderlijke provincie, los van de provincie Echigo op Honshu. Aanvankelijk was het één district, maar later werd het verdeeld in drie districten: Sawata, Hamochi en Kamo.
Het bestuur van de Honma-clan op Sado eindigde toen Uesugi Kagekatsu de controle over het eiland overnam in 1589. Nadat Uesugi was verslagen in de Slag bij Sekigahara en er goud was gevonden, nam het Tokugawa-shogunaat het bestuur over het eiland over.
Sado was korte tijd, van 1871 tot 1876, een onafhankelijke prefectuur, de prefectuur Aikawa. Daarna werd het deel van de prefectuur Niigata, en dat is het nog steeds.
Aan het begin van de 19e eeuw waren er drie districten, 7 steden en 51 dorpen op Sado. Een reeks van gemeentelijke herindelingen heeft het aantal bestuursorganen stapsgewijs gereduceerd. De stad Sado ontstond op 1 maart 2004 toen alle gemeentes van het eiland Sado, te weten Ryōtsu, Aikawa, Sawada, Kanai, Niibo, Hatano, Mano, Ogi, Hamochi en Akadomari, werden samengevoegd.

### Sado als verbanningsoord
Vanaf de achtste eeuw valt Sado onder het gezag van Honshu. Door de afgelegen ligging werd het eiland snel een verbanningsoord voor lastige Japanners. Deze straf was, na de doodstraf, de zwaarste straf en de banneling werd niet geacht terug te keren.
De eerste persoon die naar Sado werd verbannen was de dichter Hozumi no Asomioyu, in 722, die kritiek zou hebben geuit op de keizer.
De voormalig keizer Juntoku werd naar Sado gestuurd na zijn rol in de Jōkyū oorlog in 1221. Hij bleef twintig jaar op het eiland.
De boeddhistische monnik Nichiren Daishonin werd in 1274 naar Sado gestuurd; hij kreeg na drie jaar gratie.
De laatste verbanning naar Sado dateert van 1700.

### Goudmijn
Sado maakte een plotselinge economische groei door toen in 1601 (Edo-periode) bij Aikawa goud werd gevonden. Een tekort aan arbeiders leidde tot een tweede golf van "bannelingen". De omstandigheden waren bijzonder zwaar en de levensverwachting was laag. De topproductie lag in de Edo-periode rond de 400 kg goud (en een beetje zilver). Aikawa groeide snel van een klein dorp tot een gemeenschap van 100.000 personen. De mijn is in 1989 gesloten.

## Geografie
Het eiland bestaat uit twee parallelle bergketens die zuidwest-noordoost lopen. Door deze ketens wordt een centrale vlakte omsloten.
De O-Sado (大佐渡) bergketen in het noorden is de hoogste van de twee, met de bergen Kinpoku　(金北山), met 1.173m het hoogste punt op het eiland, Myoken en Donden.
De Kosado (小佐渡) keten ligt parallel aan de Honshu kust. Het hoogste punt is de berg Oojiyama (大地山) met 646m.
De centrale vlakte wordt Kuninaka (国中) genoemd en de meeste inwoners wonen daar.
Aan de oostelijke kant loopt de centrale vlakte uit in de Ryotsu baai (両津湾), en aan de westelijke kant in de Mano baai (真野湾). In deze laatste baai ligt ook de monding van de langste rivier van het eiland, de Kokufugawa (国府川)
Het Kamo meer aan de oostzijde van Kuninika is gevuld met zeewater en daar worden oesters gekweekt.

## Economie
De bevolking van Sado neemt in aantal af sinds 1950 (toen het inwonertal nog stond op bijna 125.600). Dit is niet anders dan in andere afgelegen delen van Japan waar de jongere generaties verhuizen naar de stedelijke gebieden. Bij de volkstelling van 2005 was 32,1% van de bewoners 65 jaar of ouder en dit aandeel in de bevolking is groeiende. Na de middelbare school biedt het eiland geen mogelijkheden voor vervolgonderwijs.
Landbouw en visserij zijn de belangrijkste inkomensbronnen voor Sado.
Toerisme groeide snel aan het begin van de jaren 1990 met pieken tot 1,2 miljoen toeristen per jaar. Rond 2005 stabiliseerde het aantal toeristen rond de 650.000.
Sado biedt de toeristen een blik op de geschiedenis (tempels en ruïnes), natuurschoon en verse lokale gerechten.
Sado staat bekend als gebied waar de Japanse kuifibis wordt gekweekt. De laatste in Japan geboren kuifibis is in gevangenschap overleden in 2003. Tegenwoordig worden vogels uit China in gevangenschap gekweekt rond Niibo.
Er zijn diverse lokale festivals. Sinds 1988 is er een groot jaarlijks kunstfestival dat geleid wordt door de taiko-groep Kodō. Deze groep traditioneel Japanse drummers gaat regelmatig op tournee.

## Verkeer en vervoer
Op Sado ligt  autoweg 350.

## Geboren
- Masaharu Homma (1887-1946), Japans oorlogsmisdadiger